# 布林克曼
布林克曼（Brinkmann）可以指：

## 人物
- 威廉·布林克曼（德語：Wilhelm Brinkmann，1910年10月25日－1991年2月12日），德国男子手球运动员。
- 迪尔克·布林克曼（德語：Dirk Brinkmann，1964年10月2日－），德国男子曲棍球运动员。
- 沃尔夫冈·布林克曼（德語：Wolfgang Brinkmann，1950年5月23日－），德国男子马术运动员。
- 托马斯·布林克曼（德語：Thomas Brinkmann，1968年1月5日－），德国男子曲棍球运动员。

|  | 本页或本分段罗列了姓氏为「布林克曼」的人物。 如果是一个指代特定个人的内链将您引导到本页，請考慮修正該人物的名字以將链接指向正確的條目。 |